# خواكيم كاس
خواكيم كاس (بالإستونية: Leonhard Kass)‏ هو لاعب كرة قدم إستوني، ولد في 22 أكتوبر 1911 في تالين في إستونيا، وتوفي بنفس المكان في 23 نوفمبر 1985. شارك مع منتخب إستونيا لكرة القدم. أما مع النوادي، فقد لعب مع Tallinna JK Dünamo ‏.

## وصلات خارجية
- خواكيم كاس على موقع ناشيونال فوتبول تيمز (الإنجليزية)